# Cerebratulus tageae
Cerebratulus tageae är en djurart som tillhör fylumet slemmaskar, och som beskrevs av Corrêa 1957. Cerebratulus tageae ingår i släktet fläsknemertiner, och familjen Cerebratulidae. Inga underarter finns listade i Catalogue of Life.